# Hronětice
Hronětice je vesnice a část obce Kostomlaty nad Labem v okrese Nymburk. Nachází se dva kilometry severně od Kostomlat nad Labem. Vesnicí protéká řeka Vlkava. V katastrálním území Hronětice leží i vesnice Vápensko.

## Historie
První písemná zmínka o vesnici pochází z roku 1545.

## Pamětihodnosti
- Kaple svatého Vojtěcha

## Další fotografie

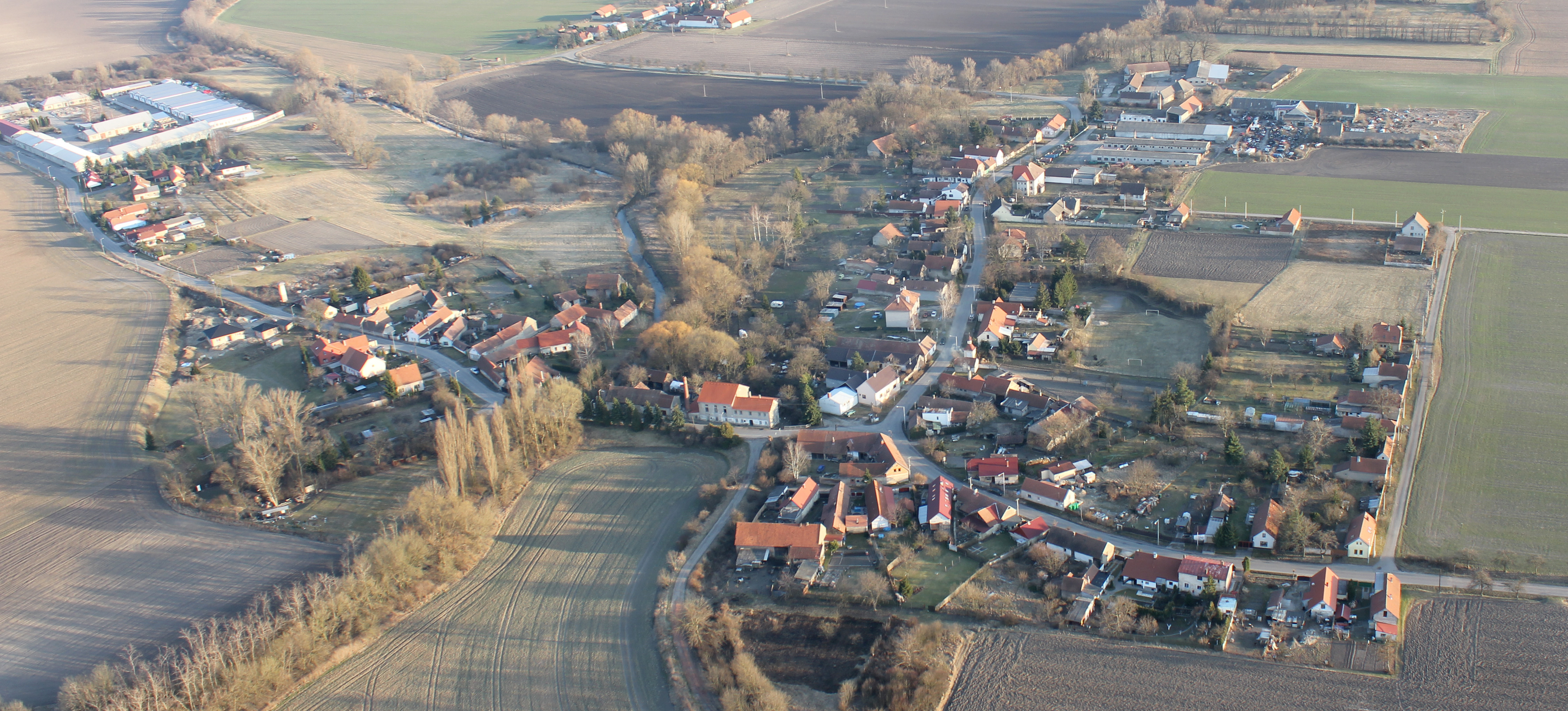
Letecký pohled
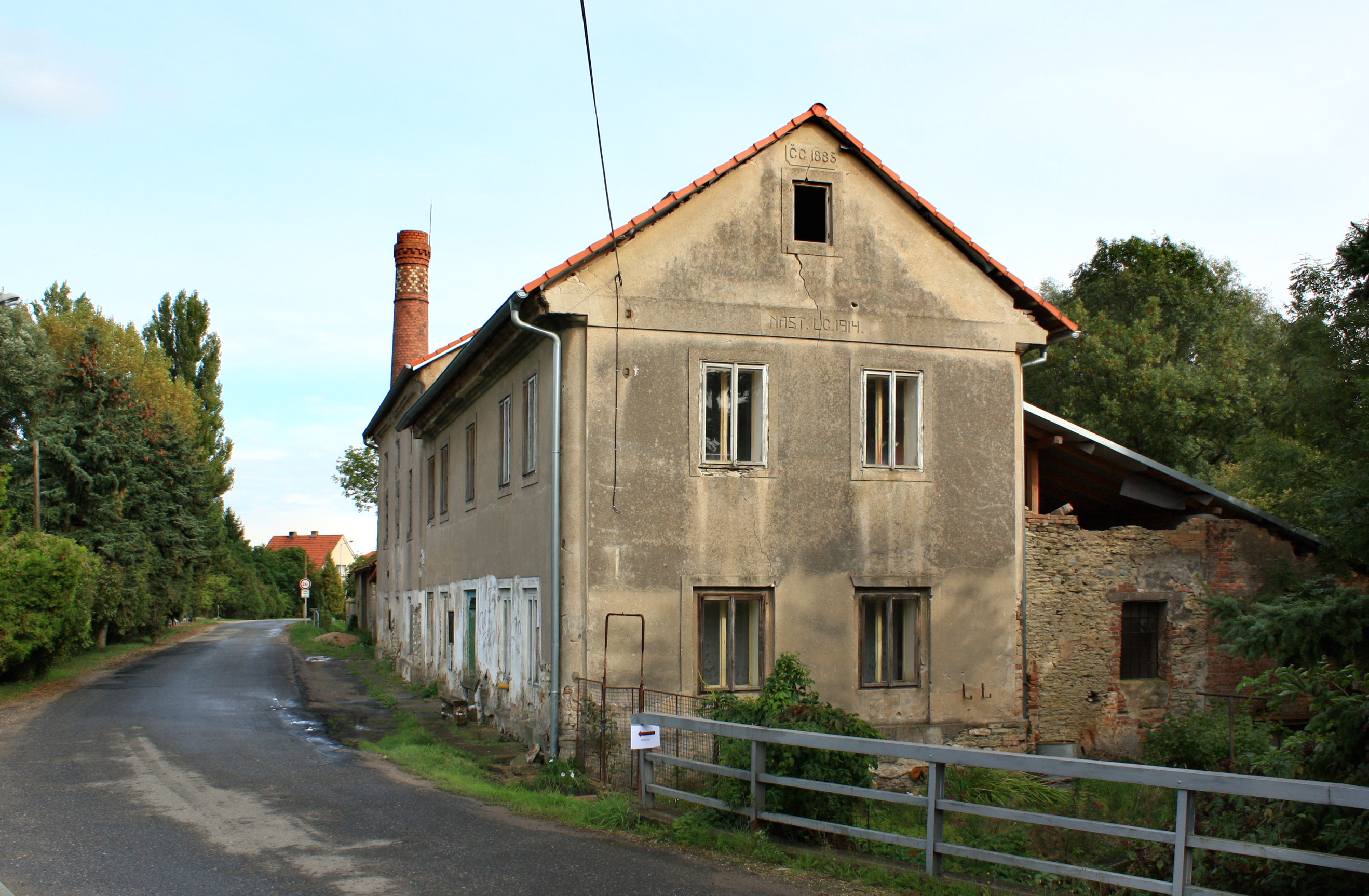
Bývalá továrna
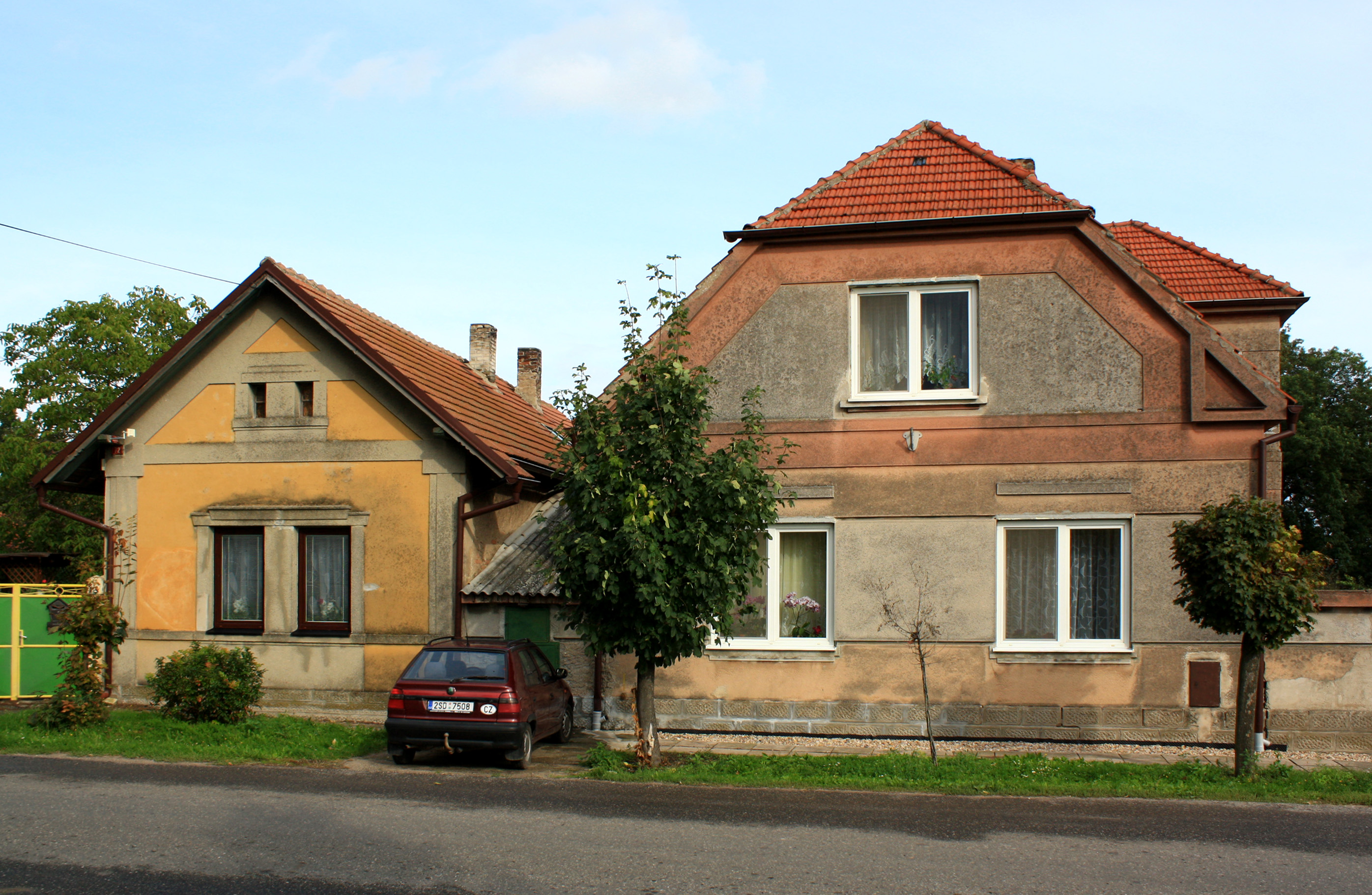
Domky na jihu